# Pegomya rimans
Pegomya rimans är en tvåvingeart som först beskrevs av Camillo Rondani 1871.  Pegomya rimans ingår i släktet Pegomya och familjen blomsterflugor.
Artens utbredningsområde är Italien. Inga underarter finns listade i Catalogue of Life.